# TWR-Porsche WSC-95
La TWR-Porsche WSC-95 (conosciuta anche come TWR WSC-95 o Porsche WSC-95) era uno sportprototipo appartenente alla categoria Le Mans Prototype realizzato dalla Tom Walkinshaw Racing, portato in pista dalla Joest Racing, e derivato dagli sportprototipi Jaguar progettati nel 1991. Concepita inizialmente per prendere parte al campionato IMSA GT, in realtà la WSC-95 prese parte a ben poche gare, sebbene sia riuscita a conquistare la 24 Ore di Le Mans sia nel 1996 sia nel 1997 senza essere effettivamente supportata da una grande casa costruttrice. In seguito fu evoluta nella Porsche LMP1-98 prima di essere ritirata dalle competizioni. Di questa vettura sono stati realizzati solamente due esemplari.

## Sviluppo
Nel 1995 la Porsche approvò il progetto di una vettura prototipo da impiegare nelle gare organizzata dall'IMSA riservate alle auto costruite in base al nuovo regolamento FIA World Sports Car (WSC). La vettura non sarebbe stata realizzata all'interno dell'azienda, ma sarebbe stata deliberata dalla Porsche che avrebbe fornito la sua vasta esperienza nel settore, oltre a motore e trasmissione. I tedeschi si rivolsero quindi alla Tom Walkinshaw Racing (TWR) per lo sviluppo, ma non avrebbero finanziato la realizzazione di una vettura nata da un foglio bianco.
A questa condizioni la TWR decise di riutilizzare un telaio preesistente che era rimasto nel loro magazzino ricambi, invenduto dal 1992: il telaio di una Jaguar XJR-14. Esso fu ritenuto abbastanza idoneo per essere impiegato nel progetto, sebbene richiedesse profonde modifiche. La più radicale di queste fu la rimozione del tetto, in quanto le regole WSC prevedevano l'uso di vetture tipo barchetta, che fu sostituito da un ampio rollbar per conservare l'originale rigidità strutturale e da un'ampia presa d'aria per il motore posta al centro di esso al posto di quella precedentemente integrata nel tetto. Le sospensioni erano a quadrilateri deformabili con puntoni di rinvio (in inglese: push-rod) su tutte le ruote, collegati a elementi elastici costituiti da barre di torsione davanti e molle elicoidali dietro e per regolamento il fondo vettura era piatto e privo di diffusore.
Il passaggio dal motore Cosworth HB V8 aspirato a un motore Porsche sovralimentato impose l'adozione di due prese d'aria supplementari sui lati per alimentare i due turbocompressori. L'ala posteriore biplano, infine, fu sostituita da una monoplano in accordo ai regolamenti WSC.
Per la scelta del motore la Porsche si sarebbe affidata a una delle loro unità propulsive più longeve, il boxer 6 cilindri raffreddato a liquido e con doppio turbo-intercooler Type-935 che spingeva la Porsche 956 degli anni ottanta e che con i suoi 540 CV a 7.700 giri/min era ancora abbastanza potente e adatto ai prototipi moderni. Mentre le nuove 911 GT1 avrebbero utilizzato un motore da 3,2 litri, la WSC-95 sarebbe stata dotata di una versione di soli 3 litri, che le avrebbe dato vantaggi nelle lunghe gare di durata, grazie al suo minor consumo di carburante e, inoltre, le sospensioni posteriori stressavano meno gli pneumatici, permettendo di sfruttarli più a lungo.
La Casa tedesca portò alle prove libere della 24 Ore di Daytona due esemplari, ma sfortunatamente le regole IMSA WSC furono modificata prima dell'inizio della stagione 1995 a svantaggio dei motori sovralimentati e la Porsche cancellò il progetto. Ma nel febbraio del 1996 Reinhold Joest, titolare dello storico team Joest Racing plurivincitore nelle gare di durata, convinse la Casa tedesca ad affidargli lo sportprototipo, che non era mai stato usato in gara, per poterlo schierare alla 24 Ore di Le Mans di quello stesso anno. Ottenuta l'approvazione dalla dirigenza Porsche, Joest pagò la realizzazione delle modifiche alla vetture, necessarie ad adeguarle al regolamento Le Mans Prototype (LMP1) e del loro sviluppo portato avanti in collaborazione con la Casa madre.
In seguito alle vittorie ottenute al Circuit de la Sarthe nel 1996 e 1997, la Porsche decise di riprendere il pieno controllo sul progetto. Entrambi gli esemplari della WSC-95 subirono pesanti modifiche alla carrozzeria: il muso fu rialzato al centro, mentre la grossa presa d'aria centrale fu rimossa e quelle laterali spostate e anche le fiancate furono ridisegnate riducendo le aperture per i radiatori e modificando gli scarichi. Il motore fu portato a 3,2 litri di cilindrata e la vettura, considerata ora un progetto ufficiale Porsche, fu ridenominata Porsche LMP1-98.

## Storia sportiva

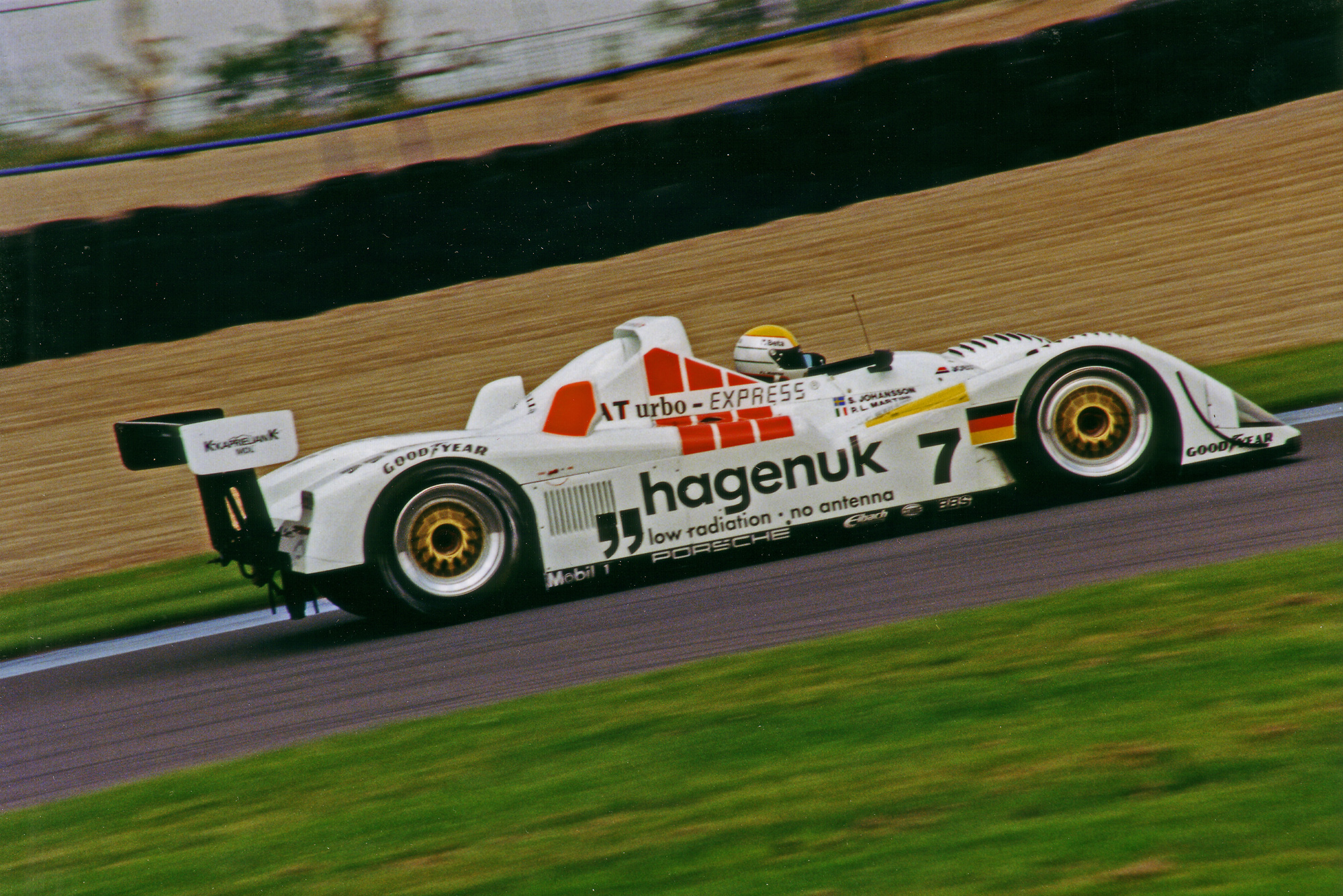
La WSC-95 in gara a Donington Park nel 1997

Le due WSC-95 furono completate giusto in tempo affinché il Joest Racing partecipasse alle prove libere di maggio a Le Mans, dove subito mostrarono le loro prestazioni siglando il quinto e il decimo tempo, superando facilmente le 911 GT1 ufficiali. Poche settimane dopo i due prototipi mostrarono di essere migliorate e la numero 8 ottenne la pole position, mentre la numero 7 partì settima. Ma anche le 911 GT1 erano migliorate e ottennero il quarto e quinto posto in griglia. Durante la gara la WSC-95 numero 7 condusse per quasi tutto il tempo, sebbene inseguita da vicino dalle 911 GT1 ufficiali, mentre la numero 8 fu costretta al ritiro da una rottura meccanica causata da una collisione in pista nelle ultime fasi della gara, nonostante fosse sempre stata nelle posizioni di testa. Alla fine la vettura di Davy Jones, Alexander Wurz e Manuel Reuter ottenne la vittoria assoluta con un solo giro di margine sulla 911 GT1 seconda classificata.
Sebbene Joest avesse inizialmente pianificato la partecipazione a Le Mans solo nel 1996, si decise che la squadra si sarebbe ripresentato in gara anche nel 1997, ma con una sola vettura che fu schierata alla gara inaugurale dell'International Sports Racing Series a Donington Park, dove ottenne una schiacciante vittoria poche settimane prima della 24 Ore.

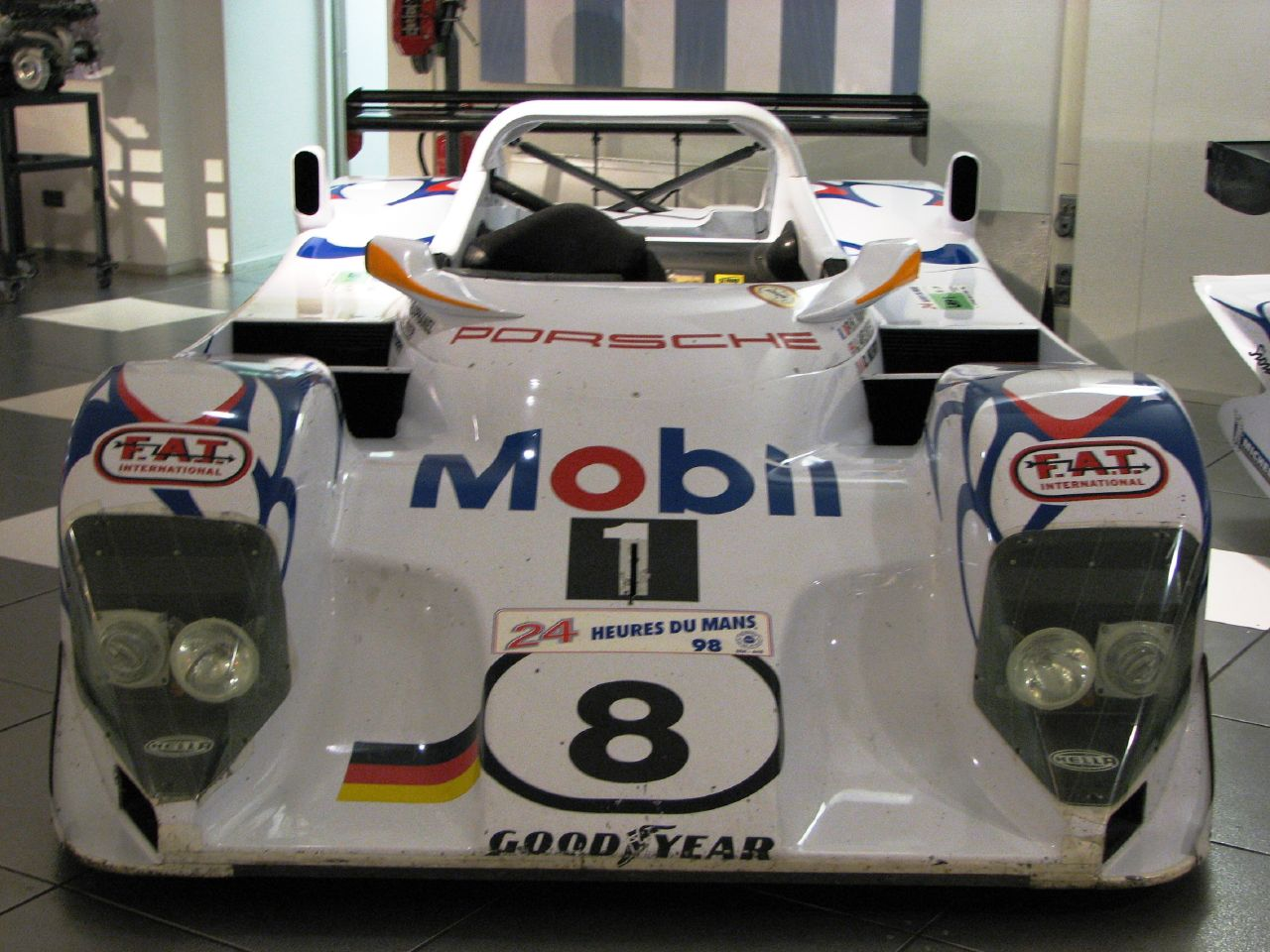
La WSC-95 telaio 002 in mostra nella sua configurazione Porsche LMP1-98.

Al ritorno al circuito della Sarthe il team Joest si riconfermò ottenendo di nuovo la pole position. La concorrenza era formata dalle solite Porsche 911 GT1, dalle nuove McLaren F1 GTR e dalle Nissan schierate con l'obiettivo di vincere. A differenza dell'anno precedente, sia le 911 GT1 ufficiali che quelle gestite da privati furono vittime di vari problemi e alla fine la gara se la giocarono la McLaren F1 GTR e la WSC-95, con Michele Alboreto, Stefan Johansson e Tom Kristensen che ottennero la vittoria assoluta con un solo giro di vantaggio.
A questo punto la Porsche comprese il potenziale della reietta WSC-95, maggiore della 911 GT1, e decise di evolvere entrambi gli esemplari in una nuova e più prestazionale vettura: la LMP1-98. Sfortunatamente la concorrenza non rimase ferma e sia la Nissan sia le debuttanti Toyota, Mercedes-Benz e BMW approntarono le loro armi. Sempre nelle mani del Joest Racing, le LMP1-98 si dimostrarono meno competitive della concorrenza, ottenendo non più del nono posto in qualifica e in gara non ressero alla distanza, nonostante il buon passo: una vettura ebbe problemi all'elettronica dopo solo 107 giri, mentre l'altra ruppe alcuni supporti della carrozzeria in conseguenza a un'uscita di strada e dovette ritirarsi dopo 218 giri.
L'ultima apparizione in gara per la LMP1-98 fu alla prima edizione della Petit Le Mans, negli Stati Uniti d'America nel 1998. Insieme a un'unica 911 GT1, la vettura mostrò buone prestazioni, ma dopo dieci ore di gara furono sconfitte di pochi secondi da una Ferrari 333 SP privata.
La LMP1-98 fu ritirata alla fine del 1998 e la Porsche decise di sviluppare un nuovo Le Mans Prototype per la stagione 2000, il progetto 9R3 che fu in seguito cancellato. Porsche non sarebbe tornata alle corse con un prototipo ufficiale fino al debutto nel 2005 della Porsche RS Spyder.
Attualmente le due vetture appartengono alla collezione privata di Reinhold Joest (la 001 due volte vincitore a Le Mans) e al Museo Porsche (la 002 esposta in configurazione LMP1-98).

## Riepilogo risultati sportivi
WSC-95 #001
- 24 Ore di Le Mans 1996 numero 7 - Vittoria
- 1997 ISRS Donington Park numero 7 - Vittoria
- 24 Ore di Le Mans 1997 numero 7 - Vittoria
- 24 Ore di Le Mans 1998 numero 7 - ritirata
- Petit Le Mans 1998 numero 77 - seconda

WSC-95 #002
- 24 Ore di Le Mans 1996 numero 8 - ritirata
- 24 Ore di Le Mans 1998 numero 8 - ritirata